# Contribució a la gramàtica de la llengua catalana
Contribució a la gramàtica de la llengua catalana (1898; česky: Příspěvek ke gramatice katalánského jazyka) je druhá gramatika, kterou napsal Pompeu Fabra, a jeho první publikovaná v katalánštině. Napsal ji mezi lety 1892 a 1895, kdy prohlubil své znalosti lingvistiky a díky kampani "La Reforma Lingüística" (Lingvistická reforma) časopisu L'Avenç dosáhl uznání jako inovativní gramatik. Hlavní rozdíl mezi touto gramatikou a Ensayo de gramática del catalán moderno (1891, česky: Esej o gramatice moderní katalánštiny) je aplikace vědecké metodologie – komparativní lingvistiky – školy převládající v Evropě té doby.